# 布罗尼翁
布罗尼翁（法語：Brognon，法語發音：[bʁɔɲɔ̃]）是法国科多尔省的一个市镇，属于第戎区。

## 地理
布罗尼翁（47°24'14"N, 5°9'56"E）面积6.24 平方千米，位于法国勃艮第-弗朗什-孔泰大區科多尔省，该省份为法国中东部省份，北起奥布省，西接涅夫勒省和约讷省，南至索恩-卢瓦尔省，东南接汝拉省，东临上索恩省，东北部与上马恩省接壤。
与布罗尼翁接壤的市镇（或旧市镇、城区）包括：斯普瓦、圣于连、阿尔索、贝尔勒沙泰勒。

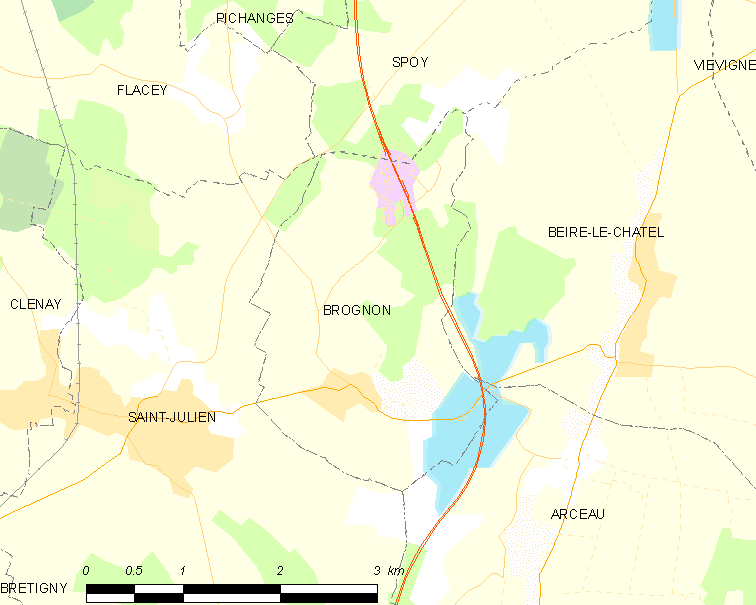
布罗尼翁的OSM定位图

布罗尼翁的时区为UTC+01:00、UTC+02:00（夏令时）。

## 行政
布罗尼翁的邮政编码为21490，INSEE市镇编码为21111。

## 政治
布罗尼翁所属的省级选区为方丹莱第戎县。

## 人口

1962-2008年间布罗尼翁人口变化图示

布罗尼翁于2022年1月1日时的人口数量为318人。